# دينيس هجليك
الفريق دينيس جيه هيجليك (بالإنجليزية: Dennis J. Hejlik)‏ قائد القوات البحرية الأمريكية وقائد القوات البحرية الأمريكية وأوروبا وقيادة قوات مشاة البحرية الأمريكية. حتى أوائل عام 2008 قاد هجليك قائد العمليات الخاصة البحرية المنشأة حديثا.

## المسيرة العسكرية

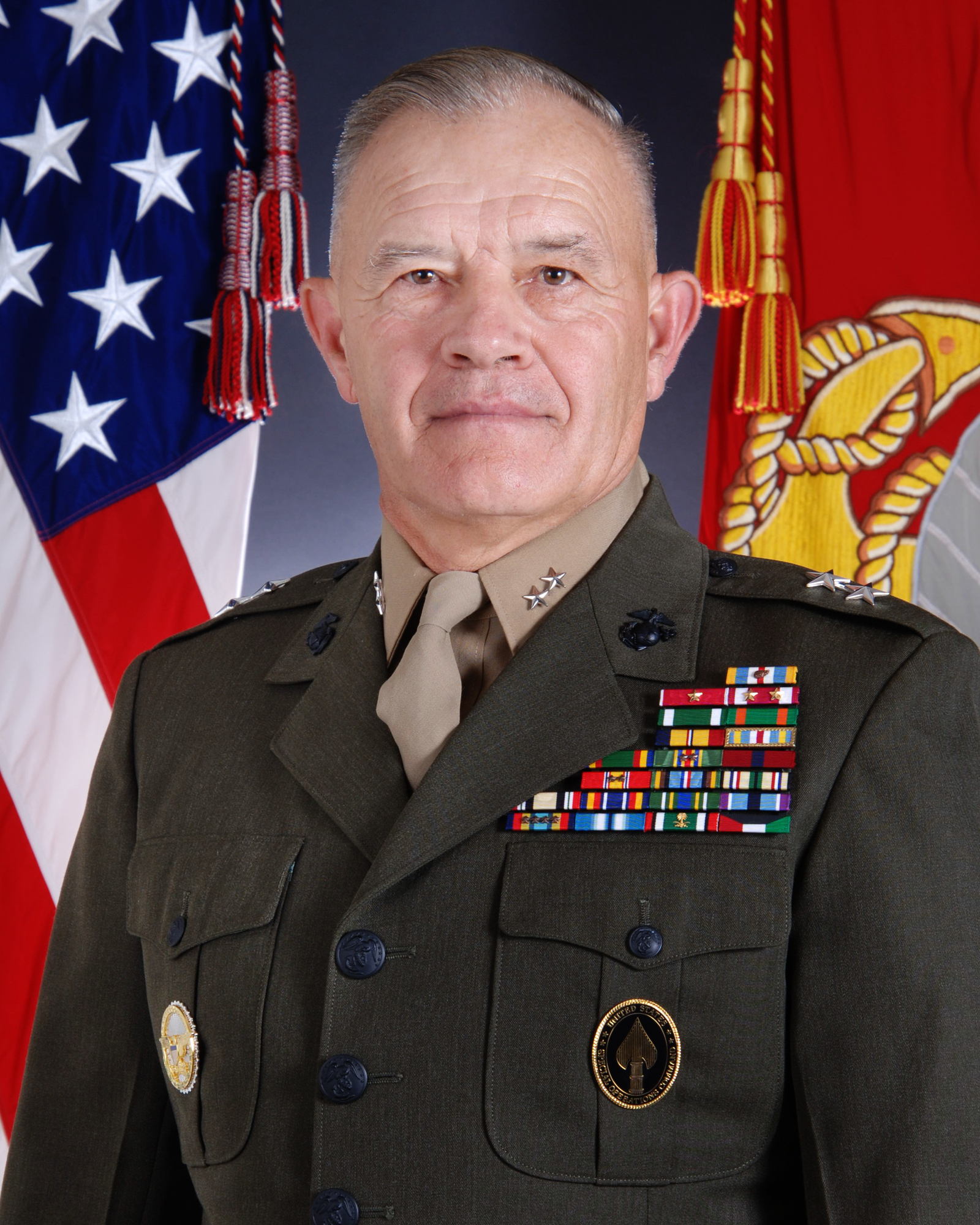

مسقط رأس هجليك في غارنر في ولاية آيوا. جند في عام 1968 ورقي إلى رتبة رقيب قبل تسريحه تسريح مشرف في عام 1972 لمتابعة التعليم. تخرج من جامعة ولاية مينيسوتا في عام 1975 وعاد إلى المارينز كملازم ثاني من خلال برنامج فصائل قادة الفصائل.
كضابط مكلف عين هجليك قائدا لفصيلة ثم مجموعة ثم كتيبة ثم لواء ثم فيلق. كما عمل كمدرب تكتيكات في مدرسة الحرب البرمائية. تولى قيادة ثكنة بحرية في واشنطن في عام 1997. بينما كان هجليك هناك فقد منع قوات المارينز الذين تحت قيادته من ارتياد حانات المثليين في المدينة في محاولة للحد من العداء بين قوات المارينز ومجتمع المثليين. في عام 1999 عين كوزير عسكري لقائد سلاح البحرية.
عين مديرا رئيسيا للعمليات الخاصة ومكافحة الإرهاب في عام 2001 ثم رئيسا للأركان ومدير مركز دعم القيادة في عام 2002. عين بعد ذلك نائبا للقائد العام لقوة المشاة البحرية في مقره في كامب بندليتون في يوليو 2004 حتى أواخر عام 2005. بهذه الوحدة شارك هجليك في إعداد جهود مكافحة التمرد في أحداث الفلوجة.
كان هجليك أول قائد لقيادة العمليات الخاصة البحرية. تم الإعلان عن الأمر لأول مرة في 1 نوفمبر 2005 ليصبح أول قائد وحدة العمليات الخاصة في سلاح البحرية. كان هجليك مؤيدا صاخبا للقيادة الجديدة التي يدعي خصومها انحرافا عن وضع الفيلق وسمعته كقوة نخبة. يدعي المؤيدون بمن فيهم وزير الدفاع دونالد رامسفيلد بأن وحدات عمليات خاصة تشمل قوات المارينز ضرورية في الحرب على الإرهاب.
أكد هجليك من قبل مجلس الشيوخ الأمريكي للترقية إلى رتبة اللواء في 16 مارس 2006. ثم رشح للترقية إلى رتبة الفريق في 13 مارس 2008 ليصبح قائد قوة المشاة البحرية الثانية وأكدت الترقية من قبل مجلس الشيوخ في 29 أبريل 2008. في أبريل 2010 تم ترشيحه من قبل رئيس الولايات المتحدة باراك أوباما ليخلف ريتشارد ناتونسكي قائدا لقيادة القوات البحرية.
كان اللواء هجليك قائدا للقيادة العامة الثانية للقوات البحرية في كامب ليجون بولاية نورث كارولينا في الفترة من يوليو 2008 حتى أغسطس 2010.